# Освітні установи Герцогства Буковина
У період існування Герцогства Буковина у краї діяли наступні освітні установи та заклади:

## Освітні установи
Крайова шкільна рада Буковини, м. Чернівці (нім. K. k. Landesschulrath in Czernowitz) створена 1869 р. Крайова шкільна рада була вищою інстанцією у справах нагляду та керівництва школами Буковини. Їй підлягали навчальні заклади, що входили в коло діяльності повітових шкільних рад, педагогічні семінарії, середні навчальні заклади, приватні і спеціальні школи, початкові школи.
У компетенцію крайової шкільної ради входило: контроль за діяльністю повітових і місцевих (общинних) шкільних рад, педагогічних семінарій, затвердження директорів і викладачів шкіл, що знаходились на утриманні общин, затвердження навчальних планів і посібників, підручників для середніх, ремісничих та початкових шкіл, складання річних звітів про стан шкільної справи в краї.
Цісарським декретом від 8 липня 1895 р. права і повноваження шкільних рад були розширені в напрямку посилення нагляду за діяльністю навчальних закладів. Наказом міністерства віровизнань та освіти від 18 березня 1908 р. Крайовій шкільній раді надавалися додаткові права з нагляду за середніми навчальними закладами.

Головою Крайової шкільної ради був начальник Буковинської крайової управи. Крім цього членами ради були: два представники Виконавчого комітету Буковинського сейму, один референт з питань адміністративно-господарських шкільних справ, крайові шкільні інспектори, представники віровизнань (двоє від православної церкви, по одному від інших віровизнань), два представники від учителів і один від Чернівецької міської общини. Крім голови і представників Виконавчого комітету Буковинського сейму, всі члени ради призначалися указом цісаря згідно з поданням міністерства віровизнань та освіти.
При вступі на посаду члени ради присягали цісарю. Законом від 26 березня 1869 р. встановлювалися посади крайових шкільних інспекторів. Вони призначалися Указом цісаря за пропозицією міністерства віровизнань та освіти, крайовий шкільний інспектор зобов’язаний був перевіряти підлеглі йому початкові та середні школи, як з навчально-педагогічних так і з адміністративно-господарських питань.
Крайова шкільна рада Буковини підпорядковувалася безпосередньо міністерству віровизнань та освіти, цьому ж міністерству надсилались річні звіти і протоколи засідань.
Крайовій шкільній раді підпорядковувались повітові, міські та общинні шкільні ради.
Припинила свою діяльність 1918 р. в зв’язку з розпадом Австро-Угорщини.
Інспекторат народних шкіл Буковини (нім. K. k. Bukowiner Volksschulen-Aufsicht) створений для нагляду за діяльністю шкіл. Діяв до 1869 р.
Чернівецька повітова шкільна рада (нім. K. k. Bezirksschulrat) утворена на підставі цісарського Указу від 8 лютого 1869 р. До її утворення нагляд за шкільництвом в повітах здійснювали повітові управи та дистриктний шкільний інспекторат. До функцій повітових шкільних рад входило: нагляд за навчальними закладами, відкриття і розширення шкіл, розгляд дисциплінарних справ учителів, підвищення кваліфікації вчителів, організація перевірок шкіл, подання інформації, звітів, пропозицій у вищі інстанції. Повітова шкільна рада засідала не менше одного разу на місяць, рішення приймалися більшістю голосів. Повітова шкільна рада підпорядковувались Крайовій шкільній раді, їй підпорядковувалися місцеві шкільні ради. Ліквідована 1918 р. у зв’язку з розпадом Австро-Угорщини.
Комісія з прийому екзаменів на право викладання в середніх школах, м. Чернівці (нім. K. k. wissenschaftliche Prüfungs Kommission für das Lehramt an Mittelschulen in Czernowitz ; рум. Comisiunea pentru examenele de capacitate în învăţământul secundar) розпочала свою діяльність 1875 р. як екзаменаційна комісія для кандидатів на посади вчителів для гімназій та реальних шкіл. У 1911/1912 навчальному році почала діяти як екзаменаційна комісія для кандидатів на посади вчителів усіх типів середніх шкіл. Підпорядковувалась міністерству віровизнань та освіти. Припинила свою діяльність 1923 р.
Екзаменаційна комісія для кандидатів на вакансії вчителів загальних народних та міщанських шкіл, м. Чернівці (нім. K. k. Prüfungs Kommission für allgemeine Volks-und Bürgerschulen in Czernowitz ; рум. Comisiunea examinatoare pentru scoale si civile cu limba de predare românâ în Cernauţi) створена 1873 р. як екзаменаційна комісія для кандидатів на посади вчителів загальних, народних та міщанських шкіл. Кандидати здавали усний екзамен з педагогіки, мови викладання, математики, історії, географії, природознавства, фізики, каліграфії, співу та ін. і отримували свідоцтва на право викладання в загальних народних та міщанських школах. Підпорядковувалась міністерству віровизнань та освіти Австро-Угорщини. У реорганізованому вигляді діяла і в румунський час.
Екзаменаційна комісія для учнів середніх шкіл Буковини м. Відень (нім. Prüfungs Kommission für Bukowiner Mittelschüler in Wien) створена під час Першої світової війни для можливості складання іспитів за програмами гімназій та реальних шкіл для учнів, що проживали на територіях областей Австро-Угорщини, зайнятих по праву війни. Діяла до розпаду Австро-Угорщини.
Курси для учениць жіночих ліцеїв Буковини м. Відень (нім. Beschäftigungskurse für Schülerinnen der Bukowiner Mädchen-Lyzeen, Wien) створені під час Першої світової війни для навчання та складання іспитів ученицями жіночих ліцеїв Буковини. Діяли до розпаду Австро-Угорщини.

## Заклади з підготовки вчителів
Чернівецька цісарсько-королівська чоловіча вчительська семінарія (нім. K. k. Lehrerbildungs-Anstalt in Czernowitz) заснована 1870 р. у відповідності з розпорядженням міністерства освіти та віросповідань Австрії від 14 травня 1869 р. «Про педагогічні семінарії Австрії». Підготовка учителів велася окремо на чоловічому та жіночому відділеннях. Раніше підготовка учителів здійснювалася католицькою та православною чоловічими педагогічними школами та учительською препарандою. На базі цих шкіл і була створена державна учительська семінарія. Навчання тривало 3 роки, з 1901 р. — 4 роки. У 1875 р. була відкрита 4-х класна базова школа та дитячі ясла для проходження практики. У 1905 р. було відкрито українське та румунське відділення з відповідними мовами викладання. Кожне національне відділення мало свого директора та викладацький склад. У 1918 р. семінарія реорганізована в педагогічну школу з підготовки вчителів (чоловічу), яка підпорядковувалася Генеральному секретаріату освіти Румунії, з 1923 р. — XIV Окружному шкільному інспекторату Румунії. З 1938 р. діяла відповідно до законів та положень про створення вищих шкіл по підготовці вчителів від 11 листопада 1938 р. та від 26 березня 1939 р. Викладались дисципліни: Закон Божий, методика викладання, румунська, німецька, французька, українська мови, історія, географія, математика, право, природознавство, каліграфія, співи, фізичне виховання, ручна праця, музика. Ліквідована в 1940 р., відновила свою діяльність в 1941 р., остаточно ліквідована 1944 р.

Чернівецька цісарсько-королівська жіноча вчительська семінарія (нім. K. k. Lehrerinnenbildungsanstalt in Czernowitz) заснована 1874 р. у відповідності з розпорядженням міністерства освіти та віровизнань Австрії від 14 травня 1869 р. «Про педагогічні семінарії Австрії». Підготовка учителів велася за статевою ознакою. У 1874/1875 навчальному році школа мала 3 курси навчання, пізніше — 4. При школі діяв дитячий садок для проходження педагогічної практики. З початку існування і до 1918 р. семінарія була підпорядкована Крайовій шкільній раді, в 1918 р. реорганізована в жіночу школу по підготовці вчителів, яка в 1936 р. отримала назву школа з підготовки вчителів (жіноча) «Марія Войкіца», яка підпорядковувалась Генеральному секретаріату освіти та XIV окружному шкільному інспекторату Румунії. З 1938 р. діяла відповідно до законів та положень про створення вищих шкіл з підготовки учителів від 11 листопада 1938 р. та від 26 березня 1939 р. Після закінчення школи випускники отримували право займати посаду вчителя, помічника вчителя чи тимчасового вчителя. Викладались дисципліни: Закон Божий, німецька, латинська, румунська та французька мови, право, історія, географія, психологія, формальна та соціальна логіка, професіональна етика та педагогіка, фізика, хімія, природознавство, малювання, співи, ручна праця, фізичне виховання. Ліквідована в 1940 р., відновила свою діяльність в 1941 р., остаточно ліквідована 1944 р.

Учительська семінарія в м. Чернівці відкрита 1905 р. як український відділ цісарсько-королівської учительської семінарії. У 1919 р. реорганізована в державну учительську семінарію. Діяла до 1924 р.

Школа вправ, з'єднана з Чернівецькою учительською семінарією (нім. Die mit der k. k. Lehrerbildungs Anstalt verbundene Übungsschule in Czernowitz) створена 1872 р. для проходження практики та набування навичок в проведені уроків та виховних занять. Ліквідована 1918 р.

Православна учительська препаранда в м. Чернівці (нім. Die Bukowiner gr. or. Preparanda ; рум. Institutul cursului de preparandă în Cernăuţi) відкрита 1848 р., як дворічна препаранда для підготовки вчителів. Викладались дисципліни: німецька, румунська, частково українська мови, письмо, арифметика, співи, також методика навчання та виховання в народній школі. У 1858 р. до препаранди приєднано православну школу вправ, в якій проходили практику кандидати на посади вчителів. Ліквідована після створення учительських семінарій.

Приватна дівоча учительська семінарія «Українська школа» в м. Чернівці відкрита товариством «Українська школа» 1909/1910 навчальному році. Згідно з розпорядженням міністерства віровизнань та освіти від 8 березня 1913 р. № 7764 семінарія отримала право прилюдності. Завданням дівочої учительської семінарії була підготовка дівчат до викладання в народних школах. Семінарія мала 4 класи. Після закінчення навчального курсу учениці складали іспит на атестат зрілості. Мова викладання була українська. Вивчалися предмети: релігія, українська, німецька мови, географія, історія, арифметика та геометрія, природознавство, фізика, палеографія, музика, рукоділля, гімнастика. Ліквідована 1921 р.

## Навчальні заклади м Чернівці

### Гімназії та ліцеї
Державна гімназія № 1 в Чернівцях (нім. K. k. I Staatsgymnasium in Czernowitz) відкрита 24 грудня 1808 р. як п'ятикласна класична державна гімназія.
У 1815 р. на базі випускного класу відкрито дворічні філософські курси, які в 1848 р. були об'єднані з гімназією, після чого гімназія отримала статус восьмикласної. В 1901 р. гімназія мала назву ц. к. І-а державна гімназія в Чернівцях. Під такою назвою діяла до 1918 р. Після розпаду Австро-Угорщини та входу Буковини до складу Румунії реорганізована в державний ліцей «Арон Пумнул». Це був середній загальноосвітній заклад європейського класичного типу. Тут викладали педагоги, які отримали вищу освіту в престижних європейських університетах Відня, Парижа, Берліна. Важливе місце в навчальній програмі займали класичні мови. До 1918 р. гімназія підпорядковувалась міністерству віровизнань та освіти Австрії (з 1867 р. Австро-Угорщини), Буковинській крайовій шкільній Раді, з 1918 — міністерству освіти Румунії та XIV Окружному шкільному інспекторату. Ліцей ліквідований 1940 р., відновив свою діяльність 1941 р., остаточно ліквідований 1944 р.

Державна гімназія № 2 в Чернівцях (нім. K. k. II Staats Gymnasium in Czernowitz) відкрита в червні 1896 року з українськими паралельними класами, яка в 1901 р. була реорганізована в цісарсько-королівську II-гу державну гімназію. У листопаді 1918 р. на базі українських паралельних класів була відкрита Українська гімназія, на базі німецьких паралельних класів — Німецька гімназі. У жовтні 1921 р. українська гімназія перейменована в чоловічий ліцей № 4, який пізніше отримав назву ліцей «Мареле Воєвод Михай», німецька гімназія перейменована в чоловічий ліцей № 2, який пізніше отримав назву ліцей «Куза Вода». До 1918 р. гімназії підпорядковувались міністерству віровизнань та освіти Австро-Угорщини та Буковинській крайовій шкільній раді, з 1918 р. — міністерству освіти Румунії та XIV Окружному шкільному інспекторату. Обидва ліцеї були ліквідовані 1940 р., відновили свою діяльність 1941 р., остаточно ліквідовані 1944 р.

Чоловіча гімназія м. Чернівці (нім. Filiale des k. k. I Staats Gymnasium in Czernowitz ; K. k. III Staats Gymnasium in Czernowitz ; Deutsches Gymnasium in Czernowitz) відкрита 1901 р., як філія цісарсько-королівської І гімназії. 1906 р. реорганізована в цісарсько-королівську III гімназію. 1909 р. стала восьмирічною. 1919 р. перетворена в єврейську гімназію, 12 жовтня 1919 р. отримала назву Єврейський державний ліцей, 1922 р. — державний ліцей № 3, 1931 р. — чоловіча гімназія
№ 1, 1936 р. — чоловіча гімназія «Мирон Костин». Припинила свою діяльність 1940 р. Відновила 1941 р., остаточно ліквідована 1944 р.

Державний польський реальний ліцей м. Чернівці (нім. Das polnische Realgymnasium in Czernowitz (privat)) заснований з ініціативи організаційного комітету при «Польському Народному Домі» 1911 р. як приватна польська реальна гімназія. Підпорядковувалася Крайовій шкільній раді. На підставі рішення Генерального Секретаріату у справах освіти від 4 липня 1919 р. гімназія реорганізована в державний ліцей. Діяв відповідно до закону «Про середню та вищу освіту» від 30 березня 1919 р. Ліцей був 6-ти класним. При ліцеї були організовані курси з вивчення польської мови та літератури. Підпорядковувався Секретаріату у справах освіти Румунії. Викладались дисципліни: Закон Божий, латинь, польська, німецька, румунська, французька мови, історія, географія, математика, природознавство, фізичне виховання, музика, співи.

Православний чоловічий ліцей м. Чернівці (нім. Die griechisch-orientalische Oberrealschule in Czernowitz). Православна вища реальна школа була відкрита 1863 р. в м. Чернівці. Утримувалася на кошти православного релігійного фонду Буковини. У 1870 р. реорганізована у семикласну і прирівнювалася до класичних восьмикласних гімназій. До 1918 р. підпорядковувалась міністерству віровизнань та освіти Австро-Угорщини та Буковинській крайовій шкільній Раді. Після входження Буковини до складу Румунії підпорядковувалась міністерству освіти Румунії. 1924 р. школа реорганізована в православний реальний ліцей № 1, який 1936 р. одержав назву "Православний чоловічий ліцей «Митрополит Сильвестру». Припинив свою діяльність 1940 р. ; у вересні 1942 р. відкрився знову і остаточно припинив свою діяльність 1944 р.

Православний дівочий ліцей в м. Чернівці (нім. Das griechisch-orientalische Mädchen-Lyzeum). Вища православна дівоча 4-х класна школа відкрита цісарським декретом від 3 березня 1902 р. на кошти православного релігійного фонду Буковини. У 1912 р. школа реорганізована у 6-ти класний православний жіночий ліцей. У 1921 р. ліцей став 8-ми класним. В 1925 р. отримав назву «Православний жіночий ліцей № 1»; в 1937 р. — Православний жіночий ліцей «Єлена Доамна». Навчання проводилося німецькою, румунською та українською мовами. Викладались дисципліни: релігія, історія, арифметика, геометрія, природознавство, музика та ін. Особливого значення надавалося вивченню іноземних мов. Припинив свою діяльність 1940 р., відновив її 1941 р. та остаточно ліквідований 1944 р.

Державна жіноча гімназія в м. Чернівці (нім. Das städtische Mädchen Lyzeum in Czernowitz) відкрита 12 вересня 1898 р. як дівочий ліцей м. Чернівці. Знаходився на утриманні Чернівецького міського магістрату. В 1900 р. отримав право прилюдності. У 1912 р. при ліцеї були відкриті дворічні курси удосконалення учениць до здачі матури. У 1921 р. став восьмикласним і перейшов на утримання держави. В 1938 р. реорганізований в жіночу гімназію «Олтя Доамна», яка була ліквідована в 1940 р.

Приватний жіночий ліцей м. Чернівці (нім. Privat Mädchen Gymnasium in Czernowitz) заснований 1910 р. як приватна жіноча гімназія. Діяла на підставі закону та положення про приватну середню освіту від 17 грудня 1920 р. та від 22 грудня 1925 р. 1918 р. гімназія реорганізована в 8−ми класний приватний жіночий ліцей. Викладались дисципліни: релігія, румунська, німецька, латинська, французька та грецька мови, географія, історія, математика, природознавство, фізика, хімія, філософія, музика, ручна праця, фізичне виховання. Ліцей мав право прилюдності. Підпорядковувався міністерству освіти Румунії та XIV окружному шкільному інспекторату. Ліквідований 1940 р.

### Школи м. Чернівці
Головна окружна школа м. Чернівці (нім. K. k. Kreishauptschule in Czernowitz) створена 1791 р. згідно з розпорядженням Галицького намісництва та Чернівецького міського магістрату. Підпорядковувалася Галицькому намісництву м. Львів, з 1853 р. — Буковинській крайовій управі. Мала чотири класи, після закінчення яких випускники вступали до гімназій та реальних шкіл. Ліквідована 1870 р.

Католицька головна школа м. Чернівці (нім. K. k. katolische Kreishauptschule in Czernowitz).

Чотирикласна початкова чоловіча школа м. Чернівці по вул. Турецькій (нім. 4-klassige kommunale Knabenschule in der Türkengasse. Czernowitz) відкрита 1873 р. на основі закону про народну освіту та у відповідності з рішенням Крайової шкільної ради Буковини. Мова викладання була німецька. Керівництво школою здійснювали общинна рада м. Чернівці та Крайова шкільна радаБуковини. На базі школи проходили практику вихованці учительської семінарії. Реорганізована 1918 р.

П'ятикласна чоловіча школа по вул. Трансільванії м. Чернівці (нім. 5-klassige Knaben Volksschule in der Siebenbürgerstrasse in Czernowitz) Відкрита 1 жовтня 1870 р., як шестикласна чоловіча школа з німецькою та румунською мовами викладання. Реорганізована в 1919 р. Ліквідована в 1940 р. Відновила свою діяльність у 1941 р. та остаточно була ліквідована 1944 р.

Початкова чоловіча школа м. Чернівці (нім. 6-klassige öffentliche Knaben Volksschule in der Siebenbürgerstrasse. Czernowitz) заснована 1866 р. Діяла відповідно до законів про початкову освіту Австрії та була підпорядкована Крайовій шкільній раді Буковини. Після того, як Буковина увійшла до складу Румунії (1918), діяла відповідно до закону «Про початкову освіту» від 29 липня 1919 р. та була підпорядкована державному секретаріату у справах освіти, Генеральному директорату міністерства освіти та XIV Окружному шкільному інспекторату. Викладалися дисципліни: Закон Божий, румунська, українська, німецька мови, читання, історія, географія, природознавство, малювання, співи, фізичне виховання, праця. При початковій школі діяв дитячий садок. Ліквідована 1940 р.

Чоловіча чотирикласна початкова школа м. Чернівці (нім. 4-klassige Knaben Volksschule in Czernowitz) заснована 1873 р. на підставі розпорядження Крайової шкільної Ради Буковини як 4-класна, 1894 р. реорганізована в 6-ти класну. Діяла на підставі австрійського закону «Про початкову освіту» від 30 січня 1873 р. 1906 р. відкрито німецьке, польське та румунське відділення, 1919 р. — єврейське. Після того, як Буковина увійшла до складу Румунії (1918), діяла відповідно до закону «Про початкову освіту» від 29 липня 1919 р. та була підпорядкована державному секретаріату у справах освіти, Генеральному директорату міністерства освіти та XIV Окружному шкільному інспекторату. 1925 р. при школі відкрито дитячий садок. До 1933 р. школа діяла під назвою «Чоловіча 6-ти класна початкова школа» по вул. Генерала Мірческу. 1933 р. отримала назву "Чоловіча початкова школа
№ 10 «Міхай Кісанович». Викладалися дисципліни: релігія, німецька, румунська, польська, українська мови, історія, географія, природознавство, малювання, співи, фізичне виховання. Ліквідована 1940 р.

П'ятикласна народна школа м. Чернівці (нім. 5-klassige Volksschule in Czernowitz).

Трикласна початкова школа м. Чернівці (нім. 3-klassige Trivialschule in Czernowitz) відкрита 2 грудня 1816 р. Знаходилась під наглядом римо-католицької консисторії у м. Львів. 1844 р. перейшла під нагляд Буковинської православної консисторії. 1882 р. стала п'ятикласною. Реорганізована 1918 р.

Православна чоловіча школа м. Чернівці (нім. Griechisch-orientalische Knabenschule in Czernowitz) відкрита 1784 р. як тривіальна початкова школа. 1807 р. отримала назву «Окружна головна школа». До 1844 р. підпорядковувалась римо-католицькій консисторії в м. Львів. 1844 р. знаходилась на утриманні та у віданні православної консисторії Буковини. Наприкінці 60-х років XIX ст. перетворена в чотирикласну чоловічу школу. 1862 р. мала назву: «Православна чоловіча зразкова школа» і препаранда. Тут проходили шкільну практику вихованці учительської семінарії. Згідно з указом міністерства віровизнань та освіти Австро-Угорщини та розпорядження Буковинської крайової управи від 19 грудня 1896 р. в школі з 1897 р. почали діяти паралельні класи. 1900 р. 4-х класна православна чоловіча школа була перетворена на 5-ти класну православну чоловічу школу. Реорганізована 1918 р.

Чотирикласна православна школа м. Чернівці (нім. Griechisch-orientalische 4-klassige Knabenschule in Czernowitz).

П'ятикласна жіноча школа в м. Чернівці по вул. Святої Трійці (нім. 5-klassige Frauen Volksschule in der Dreifaltigkeitsgasse in Czernowitz) відкрита 3 жовтня 1904 р. як п'ятикласна щкола. В 1910 р. реорганізована в шестикласну. Діяла до 1918 р.

Жіноча початкова школа м. Чернівці (нім. Mädchen Volksschule in der Siebenbürgerstrasse. Czernowitz) заснована 1866 р. Діяла відповідно до законів про початкову освіту Австрії та була підпорядкована Крайовій шкільній Раді Буковини. Після того, як Буковина увійшла до складу Румунії (1918), діяла відповідно до закону «Про початкову освіту» від 29 липня 1919 р. та була підпорядкована державному секретаріату у справах освіти, Генеральному директорату міністерства освіти і XIV Окружному шкільному інспекторату. Школа була 7−ми класною з додатковими класами, а також з відділеннями: румунським, німецьким, польським, єврейським. При школі діяв дитячий садок. Учні мали змогу закінчити навчання екстерном. Викладалися дисципліни: Закон Божий, румунська, німецька, польська, єврейська мови, історія, географія, арифметика, природознавство, креслення, співи, праця. Ліквідована 1940 р.

### Спеціальні навчальні заклади м. Чернівці
Державна реальна школа м. Чернівці (нім. K. k. Realschule in Czernowitz) заснована 1863 р., школа була 7−ми класною. Діяла відповідно до законів про початкову освіту Австрії та була підпорядкована Крайовій шкільній раді. Після того, як Буковина увійшла до складу Румунії (1918) діяла відповідно до закону «Про початкову освіту» від 29 липня 1919 р. та була підпорядкована державному секретаріату у справах освіти, Генеральному директорату міністерства освіти та XIV Окружному шкільному інспекторату. Викладалися дисципліни: Закон Божий, німецька, румунська мови, арифметика, історія, географія, природознавство.

Крайова сільськогосподарська середня школа (1871).

Державна промислова школа, м. Чернівці (нім. K. k. Staatsgewerbeschule in Czernowitz) відкрита 1 листопада 1873 р. Мала підготовчий клас, будівельно-технічний та хіміко-технічний відділи. Пізніше додалися ще два відділи: з підготовки купців та виготовлення меблів. Ліквідована 1918 р.

Чернівецька державна спеціальна школа-інтернат для сліпих та глухонімих дітей м. Чернівці (нім. Kaiser Franz Joseph-Jubiläums-Blindeninstitut) заснована в грудні 1908 р. як ювілейний інститут сліпих ім. цісаря Франца Йосифа. Після того, як Буковина увійшла до складу Румунії, 10 лютого 1919 р. назва змінена на «Інститут сліпих ім. королеви Марії». Згідно з законом «Про початкову освіту» від 24 липня 1924 р. та доповнення до нього від 5 липня 1934 р. перейменований в Державну спеціальну школу для сліпих та глухонімих дітей. Школа була 8-ми класною, при ній діяв підготовчий курс та шкільний комітет. Викладались дисципліни арифметика, інтуїція, історія, географія, природознавство, технологія, релігія, німецька та румунська мови, мова знаків і звуків. Підпорядковувалася міністерству національного виховання та XIV окружному шкільному інспекторату. Ліквідована 1940 р.

## Повітові навчальні заклади

### Навчальні заклади Вижницького повіту
Індустріальна гімназія м. Вижниця Сторожинецького повіту (нім. Gemerbliche Fortbildungsschule in Wiznitz ; Landeswerkstätte für Tischlerei-Drechslerei-Holzschnittintarsia und Metallornamentik in Wiznitz) відкрита 1899 р. рішенням президії Буковинського сейму як промислова школа. Складалася із однорічного підготовчого класу і двох класів з вивчення ремесла. У 1908 р. реорганізована в крайову школу різьбярства, токарства та металевої орнаментики. Вивчався фаховий та перспективний малюнок, різьбярство, інкрустація, столярство. У 1911 р. відкрито відділ домашнього промислу. Після того, як Буковина увійшла до складу Румунії, діяла на підставі закону про організацію професійної та промислової освіти від 13 серпня 1919 р. Підпорядкована міністерству національного виховання Румунії. У 1926 р. отримала назву: «Школа мистецтв та ремесел», а в серпні 1936 р. — назву «Індустріальна гімназія». Ліквідована в 1940 р., в 1941 — відновила свою діяльність, остаточно ліквідована 1944 р.

Державна гімназія м. Вижниця Сторожинецького повіту (нім. K. k. Franz-Josephs Jubileums Gymnasium in Wiznitz) відкрита 9 листопада 1908 р. як перша гімназія краю з українською мовою викладання. У 1918 р. реорганізована в чотирикласну гімназію з румунською мовою викладання. В 1937 р. отримала назву чоловіча гімназія «Петру Мушат». Ліквідована в 1940 р., в 1941 р. відновила свою діяльність, остаточно ліквідована 1944 р.

### Навчальні заклади Кіцманського повіту
Державний ліцей-інтернат м. Кіцмань (нім. K. k. Staatsgymnasium in Kotzman). Чотирикласна німецькомовна гімназія з українськими паралельними класами відкрита 1904 р. 1911 р. гімназія стала восьмикласною. Закрита в січні 1919 р. У грудні 1920 р. реорганізована в державний ліцей з румунською мовою навчання. Офіційне відкриття ліцею відбулося 1 січня 1921 р. в приміщенні жіночої початкової школи. В 1921 р. при ліцеї відкрився інтернат і отримав назву ліцей-інтернат «Дмитрій Кантемір». Інтернат ліцею існував за рахунок різних пожертв. Після 1923 р. ліцей став державним та фінансувався урядом. Була введена українська мова викладання у всіх класах. Викладались дисципліни: релігія, румунська, українська та італійська мови, історія, стенографія. Були відкриті також додаткові (бюджетні) класи. Ліквідований в 1940 р., відновив свою діяльність в 1941 р., остаточно ліквідований 1944 р.

Трикласна початкова школа м. Кіцмань Кіцманського повіту (нім. K. k. 3-klassige Kotzmaner Trivialschule) відкрита 1780 р. як двокласна школа. У цій школі вчили читати, писати, рахувати. Мова викладання — німецька та українська. На основі закону про освіту від 12 липня 1869 р. була реорганізована в трикласну. Після 1894 р. стала шестикласною. Реорганізована 1918 р.

Кіцманська школа рільництва.

### Навчальні заклади Радівського повіту
Радівська вища державна гімназія.

Радівська реміснича школа.

Радівська школа рільництва.

Народна школа комуни Селятин Радівецького повіту (нім. 5 klassige gemischte Volksschule in Seletin) відкрита 1864 р., як народна п'ятикласна школа. Пізніше реорганізована в семикласну. Діяла відповідно до законів про початкову освіту Австро-Угорщини та була підпорядкована Крайовій шкільній Раді Буковини. Після того, як Буковина увійшла до складу Румунії (1918), діяла відповідно до закону «Про початкову освіту» від 29 липня 1919 р. та була підпорядкована державному секретаріату у справах освіти, Генеральному директорату міністерства освіти та XIV Окружному шкільному інспекторату. Ліквідована 1940 р.

### Навчальні заклади Серетського повіту
Нижча державна гімназія в Сереті відкрита 1899-го року.

Реміснича школа в Сереті відкрита 1899-го року.

Початкова двокласна школа с. Каменка Серетського повіту відкрита 22 червня 1902 р. на основі рішення Крайової шкільної ради Буковини від 23 вересня 1891 р. Реорганізована 1919 р.

### Навчальні заклади Довгопільського повіту
Довгопільська (Кимполунгська) школа деревообробки (1895).

### Навчальні заклади Сторожинецького повіту
Народна школа комуни Верхні Петрівці Сторожинецького повіту (нім. Volksschule in der Gemeinde Petroutz am Seret) відкрита 1862 р., як двокласна народна школа, пізніше реорганізована в чотирикласну. Діяла відповідно до законів про початкову освіту Австрії та була підпорядкована Крайовій шкільній Раді Буковини. Після того, як Буковина увійшла до складу Румунії (1918), діяла відповідно до закону «Про початкову освіту» від 29 липня 1919 р. та була підпорядкована державному секретаріату у справах освіти, Генеральному директорату міністерства освіти та XIV Окружному шкільному інспекторату. Ліквідована 1944 р.

Початкова змішана державна школа комуни Жадова Сторожинецького повіту (нім. 1-klassige Volksschule in der Gemeinde Zadowa) відкрита 1853 р., як однокласна народна школа, 1873 р. перетворена в двокласну. 1896 — реорганізована в трикласну, 1911 — в шестикласну, 1928 — в семикласну. Діяла відповідно до законів про початкову освіту Австрії та була підпорядкована Крайовій шкільній раді Буковини. Після того, як Буковина увійшла до складу Румунії (1918), діяла відповідно до закону «Про початкову освіту» від 29 липня 1919 р. та була підпорядкована державному секретаріату у справах освіти, Генеральному директорату міністерства освіти та XIV Окружному шкільному інспекторату. Ліквідована 1944 р.

Початкові змішані школи комуни Їжівці та хуторів Урсоая-Пирлітура, Їжівці-Центр та Микулич Сторожинецького повіту (нім. Volksschulen in Idzestie (Ursoia-Parlitura) und Idzestie (Zentrum)). Початкові школи відкриті: в селі Їжівці (Центр) 1882 р. як трикласна, на хуторі Урсоая-Пирлітури — 1890 р. як трикласна, на хуторі Микулич — 1913 р. як однокласна. Діяли відповідно до законів про початкову освіту Австро-Угорщини та були підпорядковані Крайовій шкільній раді Буковини. Після того, як Буковина увійшла до складу Румунії (1918), діяли відповідно до закону «Про початкову освіту» від 29 липня 1919 р. та були підпорядковані державному секретаріату у справах освіти, Генеральному директорату міністерства освіти та XIV Окружному шкільному інспекторату. Викладалися дисципліни: Закон Божий, німецька та румунська мови, арифметика, географія, історія, природознавство, рукоділля, письмо, креслення, музика, фізичне виховання.

Початкова змішана державна школа комуни Корчешть Сторожинецького повіту відкрита 1887 р., як однокласна народна школа. Реорганізована в семикласну. Діяла відповідно до законів про початкову освіту Австро-Угорщини та була підпорядкована Крайовій шкільній Раді Буковини. Після того, як Буковина увійшла до складу Румунії (1918), діяла відповідно до закону «Про початкову освіту» від 29 липня 1919 р. та була підпорядкована державному секретаріату у справах освіти, Генеральному директорату міністерства освіти та XIV Окружному шкільному інспекторату. Ліквідована 1944 р.

Початкова змішана державна школа комуни Присикарени Сторожинецького повіту відкрита 1907 р., як двокласна народна школа, пізніше реорганізована в семикласну. Діяла відповідно до законів про початкову освіту Австрії та була підпорядкована крайовій шкільній раді Буковини. Після того, як Буковина увійшла до складу Румунії (1918), діяла відповідно до закону «Про початкову освіту» від 29 липня 1919 р. та була підпорядкована державному секретаріату у справах освіти, Генеральному директорату міністерства освіти та XIV Окружному шкільному інспекторату. Ліквідована 1944 р.

Початкова змішана державна школа комуни Ропча (лівобережна) Сторожинецького повіту відкрита 1894 р., як двокласна народна школа, пізніше реорганізована в п'ятикласну. Діяла відповідно до законів про початкову освіту Австро-Угорщини та була підпорядкована Крайовій шкільній раді Буковини. Після того, як Буковина увійшла до складу Румунії (1918), діяла відповідно до закону «Про початкову освіту» від 29 липня 1919 р. та була підпорядкована державному секретаріату у справах освіти, Генеральному директорату міністерства освіти та XIV Окружному шкільному інспекторату. Ліквідована 1944 р.

Сторожинецька спеціальна школа (з плетіння кошиків) — (1891).

## Студентські товариства
Студентське товариство “Молода Україна” м. Чернівці засноване 31 березня 1901 р. на базі українського студентського товариства “Союз”. Метою товариства було піднесення культури українського народу Буковини. Припинило діяльність в червні 1902 р.

Українське благодійне товариство по наданню допомоги учням середніх шкіл “Шкільна поміч” в м. Чернівці засноване 11 червня 1902 р. для допомоги бідним учням українцям греко-католицького віровизнання, що навчалися в гімназіях та реальній школі в м. Чернівці. Ліквідовано наприкінці 1918 р.

Студентське товариство “Жунімя” (рум. Societatea academică “Junimea”) засноване 7 грудня 1878 р. румунськими студентами Чернівецького університету. Фактично продовжувало діяльність студентського товариства “Арбороаса”, яке було заборонено австрійською владою. Його метою було сприяння підвищенню національної свідомості румунів Буковини, удосконалення румунської молоді на національному, літературному та культурному терені. На чолі був комітет, з якого обирався голова та його заступник. Товариство мало власну бібліотеку, гуртожиток, їдальню. Організовувало гуртки, наукові доповіді, вечори, екскурсії, театральні вистави, видавало наукові та літературні праці. Під час Першої світової війни діяльність товариства була заборонена австрійським урядом, а з 1920 р. за ініціативою студентів університету воно відновило свою діяльність. 1938 р. товариство було заборонено королівським декретом за націоналістичну діяльність правої орієнтації..

Студентське товариство “Дачія” (рум. Societatea academică “Dacia”) засноване 21 травня 1905 р. румунськими студентами Чернівецького університету, які відкололись від студентського товариства “Жунімя”. Його метою була культурно-освітня робота серед населення: сприяння заснуванню січових товариств (arcăşii), читання лекцій, організація курсів, аматорських гуртків, читалень, екскурсій тощо. Товариство мало власну бібліотеку і видавало літературні праці письменників для Народної бібліотеки. Під час Першої Світової війни діяльність товариства була заборонена австрійським урядом, а у 1920 р. за ініціативою студентів університету воно відновило свою діяльність. 1938 р. товариство було заборонено королівським декретом за націоналістичну діяльність правої орієнтації.

Українське студентське товариство “Союз” м. Чернівці створене 7 жовтня 1875 р., як добровільне студентське товариство Чернівецького університету. Контроль за діяльністю товариства здійснювався Буковинською Крайовою Управою. 9 жовтня 1875 р. на загальних зборах товариства було затверджено статут товариства. Метою створення товариства “Союз” було: проведення культурно-просвітницької роботи серед населення, відродження інтересу до української літератури та історії, моральна підтримка та матеріальна допомога членам товариства. Одним із завдань товариства було укомплектування та покупка книг для бібліотеки. Українське студентське товариство “Союз” припинило свою діяльність 27 жовтня 1902 року.

Товариство літератури, риторики та церковної музики “Православна академія” студентів теологічного факультету Чернівецького університету (рум. Societatea pentru literatură, retorică şi muzică bisericească “Academia ortodoxă” a studenţilor facultăţii de teologie de la Universitatea din Cernăuţi) засноване студентами теологічного факультету Чернівецького університету 1884 р. Очолювалося комітетом, з якого обирався голова та його заступник. Метою була культурно-освітня робота серед студентів та населення краю. Товариство мало власну бібліотеку та хор. Заборонено 1938 р.